# Park Letovice
Park Letovice je přírodní památka a kulturní památka u Letovic v okrese Blansko. Důvodem ochrany jsou strmé skalnaté svahy nad Svitavou, na mírnějších svazích a temeni je parková úprava.

## Historie
Ve středověku se na svazích kolem zámku Letovice pěstoval chmel pro zámecký pivovar (první zmínka z roku 1447). Za Blümegenů (1724–1820) bylo na jižní straně formální zahrada s tvarovanými dřevinami. Za Gustava Kálnokyho byla zahrada v roce 1826 změněna v ovocný sad. Nedlouho poté začala úprava celého svahu v rozsáhlý romanticko – gotický park anglického stylu. Zanedbání údržby parku a neodborné zásahy po roce 1945 způsobily znehodnocení některých částí parku. I přesto patří k nejcennějším jihomoravským parkům nejen po stránce botanické a dendrologické, ale i krajinářské a estetické.

## Flóra
V parku rostou jehličnaté i listnaté stromy jako jedle ojíněná (Abies concolor), modřín opadavý (Larix decidua), smrk ztepilý (Picea abies, Picea abies byrryi), smrk pichlavý (Picea pungens, Picea pungens glauca, Picea pungens argentea), buk lesní (Fagus sylvatica, Fagus sylvatica atropunicea), habr obecný (Carpinus betulus), třešeň ptačí (Cerasus avium), jabloň lesní (Malus sylvestris), líska obecná (Corylus avellana), javor babyka (Acer campestre), javor mléč (Acer platanoides, Acer platanoides variegata), javor klen (Acer pseudoplatanus), jírovec maďal (Aesculus hippocastanum), tis červený (Taxus baccata) a mnoho dalších. Velkou raritou je ambroň západní (Liquidambar styraciflua), který je nejvzácnější dřevinou v okrese Blansko. Dalšími zajímavostmi jsou liliovník tulipánokvětý (Liriodendron tulipifera), porosty borovic černých (Pinus nigra austriaca), nahovětvec dvoudomý (Gymnocladus dioicus) a brslen evropský (Euonymus europaeus angustifolium). V podrostu roste česnek medvědí, dymnivka dutá, orsej jarní, sasanka hajní, křivatec žlutý, plicník lékařský, měrnice černá, pomněnka rolní, pryskyřník plazivý, violka vonná, violka psí, jahodník obecný, šťavel kyselý, hluchavka bílá, jaterník podléška, podbílek šupinatý apod.

## Fauna
V parku se vyskytuje populace na Letovicku vzácného skokana štíhlého (Rana dalmatina), dále pak skokan hnědý (Rana temporaria), ropucha obecná (Bufo bufo) a čolek obecný (Triturus vulgaris). Z plazů je to pak užovka obojková (Natrix natrix), slepýš křehký (Anguis fragilis) a ještěrka obecná (Lacerta agilis). Ptáci jsou kromě běžných druhů pěvců zastoupeni především mlynaříkem dlouhoocasým (Aegithalos caudatus), dlaskem tlustozobým (Coccothraustes coccothraustes), křivkou obecnou (Loxia curvirostra) a datlem černým (Dryocopus martius). V těsném sousedství parku se nachází mokřad a podmáčená louka, kde se lze setkat s čápem bílým (Ciconia ciconia), čápem černým (Ciconia nigra) a volavkou popelavou (Ardea cinerea). Ze savců je to pak veverka obecná (Sciurus vulgaris), rejsec vodní (Neomys fodiens) a hryzec vodní (Arvicola terrstris) - podrobnější mamaliologický průzkum však zatím nebyl prováděn.